# Bruk-Bet Termalica Nieciecza
Bruk-Bet Termalica Nieciecza – polski klub piłkarski z siedzibą w Niecieczy.
Drużyna piłkarska w Niecieczy powstała w 1922. Po II wojnie światowej została ona przejęta przez zawiązany w tej wsi Ludowy Zespół Sportowy. W latach 70. XX wieku zespół przestał istnieć; reaktywowano go i zarejestrowano w 1983. Na początku XXI wieku powstał klub LKS Nieciecza, który dzięki wsparciu sponsora strategicznego, firmy Bruk-Bet, zaczął się rozwijać. Po awansach klub z Niecieczy zadebiutował na szczeblu centralnym, a w latach 2015–2018 i 2021–2022 i od 2025 występuje w Ekstraklasie.
Zespół rozgrywa domowe mecze na Stadionie Sportowym Bruk-Bet w Niecieczy.

## Historia

### Początki
Początki piłki nożnej w Niecieczy datuje się na 1922. Była to jedna z pierwszych drużyn w regionie. Drużyna nie posiadała jednolitych ubiorów; każdy gracz miał własne spodenki, zwyczajną koszulkę i buty.
W czasie II wojny światowej zakazano działalność polskich zrzeszeń. Teren boiska w Niecieczy był wykorzystywany przez okupanta jako plac ćwiczebny
Po wojnie założono LZS Nieciecza. W 1947 klubowe boisko przeniesiono na miejsce, gdzie współcześnie znajduje się stadion, powodem przeprowadzki były wylewy Dunajca. W tym czasie barwami klubu był czerwony i żółty. W latach 70 aktywność piłkarska w Niecieczy podupadła, na pewien czas drużyna przestała istnieć. Reaktywowano ją w 1983

### Rozwój klubu
Na początku XXI w. klub stał się własnością Krzysztofa Witkowskiego, prezes klubu została jego żona Danuta. Sponsorem tytularnym została firma Bruk-Bet, w nowym herbie klubu znalazł się również słoń, nowa maskotka drużyny. Dzięki zaangażowaniu finansowemu państwa Witkowskich w 6 lat klub awansował z Klasy A do I ligi. Z okazji awansu na zaplecze ekstraklasy zaprezentowany został nowy herb, do nazwy dodano człon Termalica, a do barw klubu dodano pomarańczowy. W sezonie 2012/2013 Termalica zajmowała przez większość kolejek miejsce premiowane awansem. W meczu ostatniej kolejki gol strzelony w 93 minucie przez bramkarza Olimpii Grudziądz zrzucił klub na 3, niepremiowane awansem miejsce.
30 maja 2015 w meczu 33. kolejki I ligi Termalica po zwycięstwie 2:0 z Pogonią Siedlce po raz pierwszy w historii klubu wywalczyła awans do Ekstraklasy. Nieciecza zadebiutowała w Ekstraklasie 20 lipca 2015 wyjazdowym meczem z Piastem Gliwice (0:1). Mecze jako gospodarz, z powodu niespełnienia wymogów licencyjnych przez będący w przebudowie stadion w Niecieczy, drużyna rozgrywała na stadionie MOSiR w Mielcu. Pierwsze zwycięstwo Termaliki w Ekstraklasie miało miejsce 7 sierpnia 2015, pokonała wówczas w meczu 4. kolejki 1:0 Zagłębie Lubin po golu głową Pavola Staňo. W tym samym spotkaniu strzelono pierwszego gola dla klubu w Ekstraklasie.
Pierwszy mecz na przebudowanym stadionie w Niecieczy odbył się 20 listopada 2015. Termalica przegrała z Piastem 3:5. 10 maja 2016 zwycięstwem nad Jagiellonią Białystok 1:0 drużyna z Niecieczy zapewniła sobie utrzymanie w elicie, ostatecznie kończąc sezon na 13. miejscu.
Przygotowania do sezonu 2016/2017 Bruk-Bet rozpoczął pod zmienioną nazwą i pod wodzą nowego szkoleniowca, trenerem słoni został Czesław Michniewicz. Był to najlepszy sezon w historii klubu, zakończony na 8. miejscu w tabeli.
Bruk-Bet spadł z Ekstraklasy w sezonie 2017/18, zajmując piętnaste miejsce w tabeli i zdobywając trzydzieści sześć punktów.
Pierwszy sezon po spadku Bruk-Bet zakończył na 8. miejscu w tabeli, ze stratą dwóch punktów do miejsca uprawniającego do gry w barażach o Ekstraklasę.
W sezonie 2019/2020 Nieciecza zajęła 6. miejsce w tabeli, co dało grę w barażach. Przegrała jednak barażowy półfinał z Warta Poznań i pozostała w I lidze.
Po remisie ze Stomilem Olsztyn 0:0 w ostatniej kolejce I ligi sezonu 2020/21, Bruk-Bet przypieczętował zajęcie 2. miejsca w I lidze i awans do Ekstraklasy.
Sezon 2021/2022 Bruk-Bet zakończył na 16. miejscu w tabeli, ze stratą 3 punktów do gwarantującego utrzymanie 15. miejsca.
Na zakończenie sezonu 2022/2023 Nieciecza straciła 1 punkt do drugiego Ruchu Chorzów i grała w barażach. Awansowała do ich finału, przegrała jednak na swoim stadionie z Puszczą Niepołomice 2:3
Sezon 2023/2024 Bruk-Bet ukończył na 14. miejscu I ligi.
Bruk-Bet zakończył sezon 2024/2025 na 2. miejscu I ligi, zdobywając 71 punktów i 3. raz w historii awansował do Ekstraklasy.

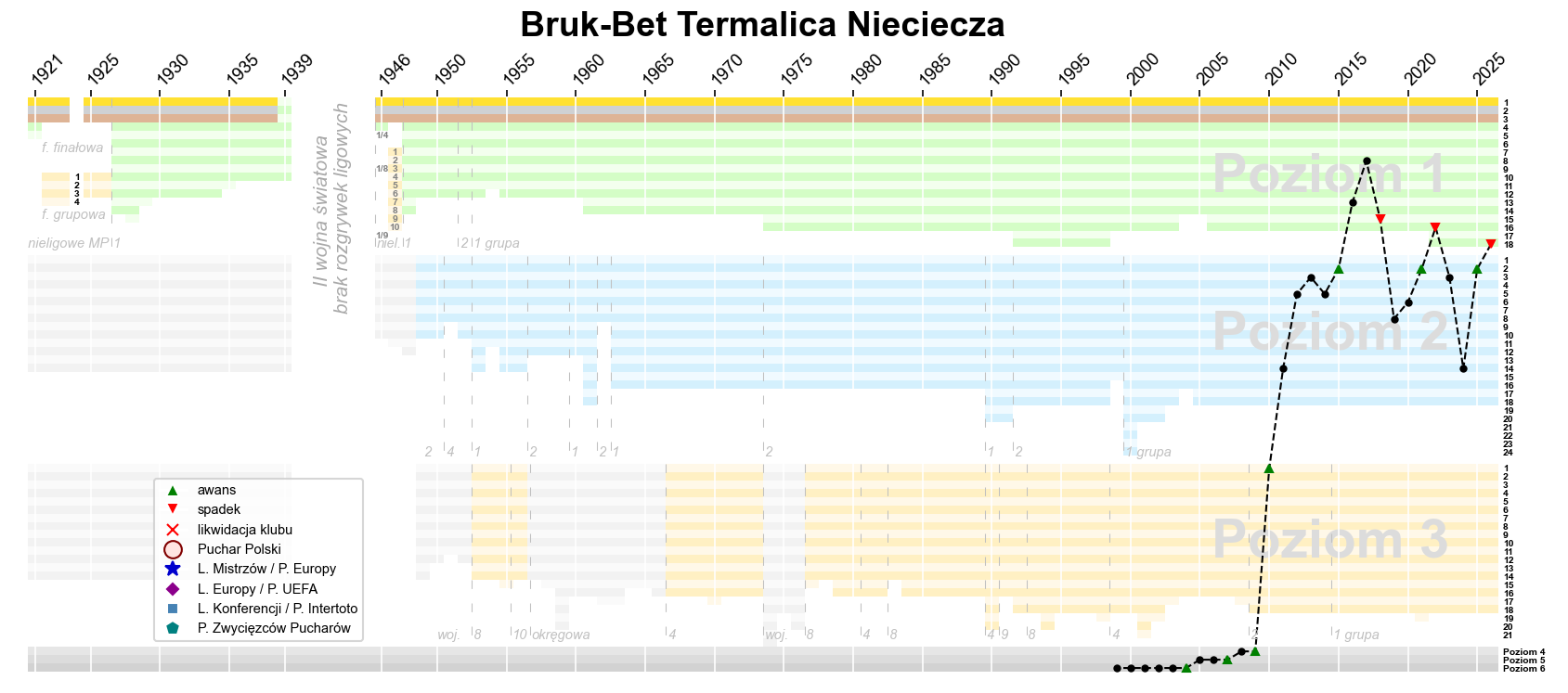
Historia występów Bruk-Betu Termaliki Nieciecza w rozgrywkach ligowych

## Statystyki

### Rekordy klubowe
- Liczba sezonów w Ekstraklasie: 4 (2015/16–2017/2018, 2021/22)
- Pierwsze zwycięstwo w Ekstraklasie: 7 sierpnia 2015, Termalica – Zagłębie Lubin 1:0
- Najwyższe zwycięstwo w Ekstraklasie: 23 kwietnia 2022, Śląsk Wrocław – Bruk-Bet 0:4; 18 lipca 2025, Jagielonia Białystok - Bruk-Bet 0:4
- Najwyższa porażka w Ekstraklasie: 14 maja 2017, Legia Warszawa – Bruk-Bet 6:0
- Najwyższa pozycja na koniec sezonu Ekstraklasy: 8. miejsce (2016/17) – 25 pkt. po podziale (46 pkt. ogólnie)
- Najniższa pozycja na koniec sezonu Ekstraklasy: 16. miejsce (2021/22) – 32 pkt.[19]
- Najdłuższa seria zwycięstw w Ekstraklasie: 3 (28 sierpnia 2016 Lechia Gdańsk 2:1, 10 września 2016 Legia Warszawa 2:1, 16 września 2016 Ruch Chorzów 1:0)[20]
- Najwięcej bramek w jednym meczu: 20 listopada 2015, Termalica – Piast Gliwice 3:5 (8 goli)
- Najdłuższa seria porażek w Ekstraklasie: 4 (11 marca 2017 Wisła Płock 0:1, 17 marca 2017 Śląsk Wrocław 1:2, 2 kwietnia 2017 Jagiellonia Białystok 0:1, 8 kwietnia 2017 Wisła Kraków 2:3)[20]

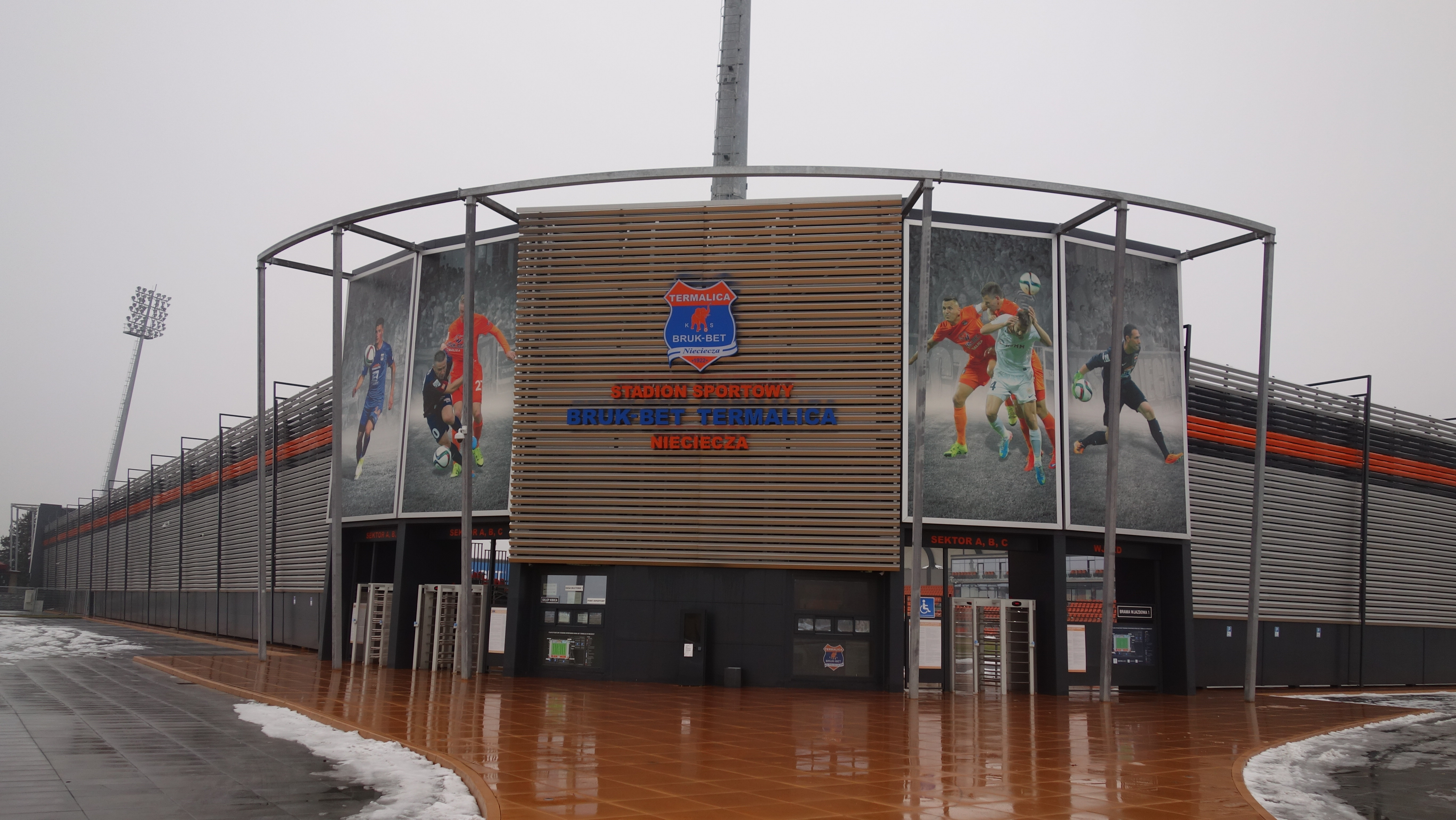
Wejście główne na stadion

### Rekordy indywidualne
- Najwięcej meczów w Ekstraklasie: Mateusz Kupczak (103)[21]
- Najwięcej goli w Ekstraklasie: Wojciech Kędziora (13)[22]
- Najwięcej występów: Artem Putiwcew[23]

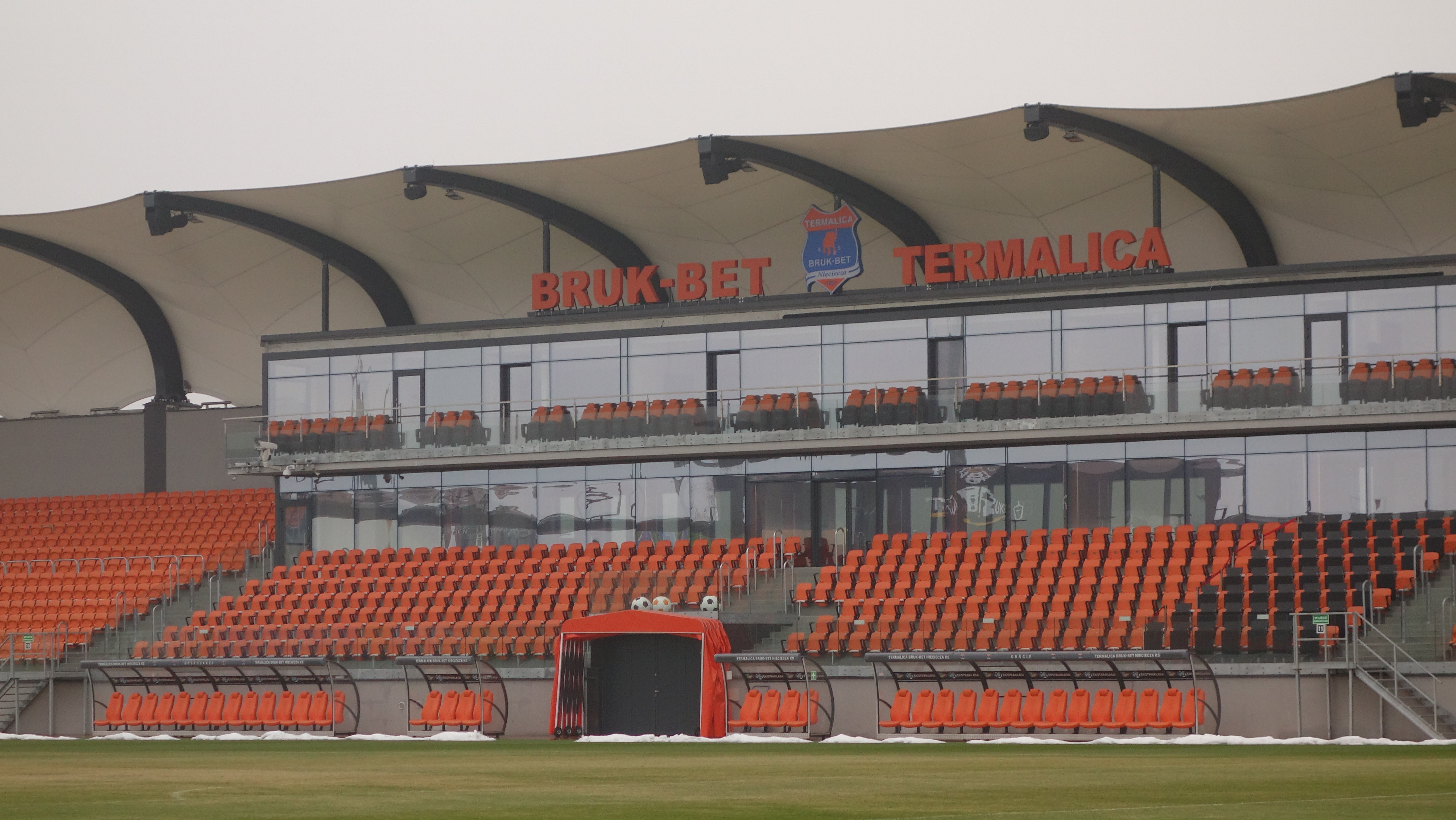
Stadion Sportowy Bruk-Bet Termalica

## Historia Nazw klubu
- od 1946 – LZS Nieciecza
- od 2004 – LKS Nieciecza
- od rundy wiosennej sezonu 2004/2005 – LKS Bruk-Bet Nieciecza
- od sezonu 2009/2010 – Bruk-Bet Nieciecza
- od sezonu 2010/2011 – Termalica Bruk-Bet Nieciecza KS
- od sezonu 2016/2017 – Bruk-Bet Termalica Nieciecza KS

## Szkoleniowcy
Stan na 26 maja 2025
| Lp. | Imię i nazwisko     | Okres pracy | Okres pracy |
| --- | ------------------- | ----------- | ----------- |
| 1.  | Marcin Jałocha      | 01.06.2006  | 20.09.2010  |
| 2.  | Mirosław Hajdo      | 20.09.2010  | 8.05.2011   |
| 3.  | Piotr Wrześniak     | 8.05.2011   | 14.06.2011  |
| 4.  | Dusan Radolsky      | 14.06.2011  | 28.05.2012  |
| 5.  | Kazimierz Moskal    | 14.06.2012  | 30.06.2013  |
| 6.  | Dusan Radolsky      | 01.07.2013  | 20.10.2013  |
| 7.  | Mirosław Jabłoński  | 23.10.2013  | 12.11.2013  |
| 8.  | Krzysztof Lipecki   | 12.11.2013  | 06.01.2014  |
| 9.  | Piotr Mandrysz      | 06.01.2014  | 30.06.2016  |
| 10. | Czesław Michniewicz | 01.07.2016  | 22.03.2017  |
| 11. | Marcin Węglewski    | 27.03.2017  | 30.06.2017  |
| 12. | Mariusz Rumak       | 01.07.2017  | 19.09.2017  |
| 13. | Maciej Bartoszek    | 20.09.2017  | 20.02.2018  |
| 14. | Jacek Zieliński     | 20.02.2018  | 17.09.2018  |
| 15. | Marcin Kaczmarek    | 17.09.2018  | 30.06.2019  |
| 16. | Piotr Mandrysz      | 01.07.2019  | 13.11.2019  |
| 17. | Waldemar Piątek     | 13.11.2019  | 08.01.2020  |
| 18. | Mariusz Lewandowski | 08.01.2020  | 13.12.2021  |
| 19. | Waldemar Piątek     | 13.12.2021  | 06.01.2022  |
| 20. | Michał Probierz     | 06.01.2022  | 08.01.2022  |
| 21. | Radoslav Latal      | 10.01.2022  | 30.06.2023  |
| 22. | Mariusz Lewandowski | 01.03.2024  | 11.03.2024  |
| 23. | Jakub Drwal         | 15.03.2024  | 19.03.2024  |
| 24. | Marcin Brosz        | 19.03.2024  | obecnie     |

## Skład
Stan na 6 sierpnia 2025:
| Nr | Poz. | Piłkarz                 |
| -- | ---- | ----------------------- |
| 1  | BR   | Adrián Chovan           |
| 2  | OB   | Bartosz Kopacz          |
| 3  | OB   | Arkadiusz Kasperkiewicz |
| 5  | OB   | Lucas Masoero           |
| 6  | PO   | Maciej Wolski           |
| 7  | PO   | Morgan Faßbender        |
| 8  | PO   | Rafał Kurzawa           |
| 9  | NA   | Jesús Jiménez           |
| 10 | PO   | Kacper Karasek          |
| 13 | PO   | Krzysztof Kubica        |
| 16 | OB   | Miłosz Kozik            |
| 17 | PO   | Dominik Biniek          |
| 21 | PO   | Damian Hilbrycht        |
| 22 | PO   | Noah Mrosek             |
| 23 | OB   | Sergio Guerrero         |
| 25 | NA   | Kamil Zapolnik          |
| 26 | PO   | Wojciech Jakubik        |

| Nr | Poz. | Piłkarz                                      |
| -- | ---- | -------------------------------------------- |
| 27 | PO   | Radu Boboc                                   |
| 28 | PO   | Maciej Ambrosiewicz                          |
| 29 | OB   | Gabriel Isik                                 |
| 35 | NA   | Diego Desaidze                               |
| 39 | PO   | Dominik Biniek                               |
| 53 | PO   | Andrzej Trubeha                              |
| 55 | OB   | Thiago Dombroski                             |
| 70 | BR   | Eric Topór                                   |
| 77 | OB   | Artem Putiwcew (kapitan)                     |
| 86 | PO   | Igor Strzałek (wypożyczony z Legii Warszawa) |
| 99 | BR   | Miłosz Mleczko                               |
|    | BR   | Maciej Janicki                               |
|    | OB   | Arkadiusz Morąg                              |
|    | PO   | Erwin Bahonko                                |
|    | PO   | Jakub Marcinkowski                           |
|    | PO   | Bruno Wacławek                               |

### Piłkarze na wypożyczeniu
| Nr | Poz. | Piłkarz                                                |
| -- | ---- | ------------------------------------------------------ |
|    | BR   | Mikołaj Molga (w GKS Jastrzębie do 30 czerwca 2026)    |
|    | PO   | Jakub Różycki (w KKS 1925 Kalisz do 30 czerwca 2026)   |
|    | NA   | Jakub Branecki (w Chełmiance Chełm do 30 czerwca 2026) |

## Sztab szkoleniowy
- Trener: Marcin Brosz[26]
- Asystent: Jakub Drwal
- Asystent: Marek Kasprzyk
- Kierownik drużyny: Krzysztof Kozik
- Trener bramkarzy: Waldemar Piątek
- Lekarz: Łukasz Ożga
- Fizjoterapeuta: Błażej Janik
- Fizjoterapeuta: Marcin Chłosta

## Sezony
| Sezon     | Liga                                       | Pozycja | Punkty | Bramki | Uwagi                                                          |
| --------- | ------------------------------------------ | ------- | ------ | ------ | -------------------------------------------------------------- |
| 1998/1999 | Klasa A (grupa: Tarnów III)                | 7       | 24     | 25-29  |                                                                |
| 1999/2000 | Klasa A (grupa: Tarnów III)                | 5       | 40     | 36-32  |                                                                |
| 2000/2001 | Klasa A (grupa: Tarnów III)                | 3       | 50     | 62-34  |                                                                |
| 2001/2002 | Klasa A (grupa: Żabno)                     | 3       | 51     | 52-29  |                                                                |
| 2002/2003 | Klasa A (grupa: Tarnów III)                | 2       | 58     | 82-30  |                                                                |
| 2003/2004 | Klasa A (grupa: Tarnów III)                | 1       | 73     | 101-21 | awans                                                          |
| 2004/2005 | Liga okręgowa (grupa: Tarnów)              | 2       | 73     | 74-20  |                                                                |
| 2005/2006 | Liga okręgowa (grupa: Tarnów)              | 2       | 80     | 118-17 |                                                                |
| 2006/2007 | V liga (grupa: Nowy Sącz-Tarnów)           | 1       | 78     | 79-14  | awans                                                          |
| 2007/2008 | IV liga (grupa: małopolska)                | 3       | 73     | 69-30  |                                                                |
| 2008/2009 | III liga (grupa: małopolsko-świętokrzyska) | 2       | 64     | 57-20  | od tego sezonu IV liga została przemianowana na III ligę awans |
| 2009/2010 | II liga (wschodnia)                        | 1       | 72     | 56-21  | awans                                                          |
| 2010/2011 | I liga                                     | 14      | 37     | 40-53  |                                                                |
| 2011/2012 | I liga                                     | 5       | 56     | 42-26  |                                                                |
| 2012/2013 | I liga                                     | 3       | 64     | 54-28  |                                                                |
| 2013/2014 | I liga                                     | 5       | 53     | 42-33  |                                                                |
| 2014/2015 | I liga                                     | 2       | 73     | 56-23  | awans                                                          |
| 2015/2016 | Ekstraklasa                                | 13      | 26     | 39-50  |                                                                |
| 2016/2017 | Ekstraklasa                                | 8       | 25     | 35-55  |                                                                |
| 2017/2018 | Ekstraklasa                                | 15      | 36     | 39-66  | spadek                                                         |
| 2018/2019 | I liga                                     | 8       | 46     | 45-46  |                                                                |
| 2019/2020 | I liga                                     | 6       | 50     | 47-34  |                                                                |
| 2020/2021 | I liga                                     | 2       | 65     | 56-28  | awans                                                          |
| 2021/2022 | Ekstraklasa                                | 16      | 32     | 36-56  | spadek                                                         |
| 2022/2023 | I liga                                     | 3       | 61     | 55-37  | Porażka w barażach o awans do Ekstraklasy.                     |
| 2023/2024 | l liga                                     | 14      | 41     | 56-52  |                                                                |
| 2024/2025 | I liga                                     | 2       | 71     | 70-39  | awans                                                          |
| 2025/2026 | Ekstraklasa                                |         |        |        |                                                                |

| Oznaczenie kolorami |
| ------------------- |
| I poziom ligowy     |
| II poziom ligowy    |
| III poziom ligowy   |
| IV poziom ligowy    |
| V poziom ligowy     |
| VI poziom ligowy    |

## Wyróżnienia
- Medal 110–lecia MZPN (2022)[28]